# Hintere Straße 12 (Lügde)

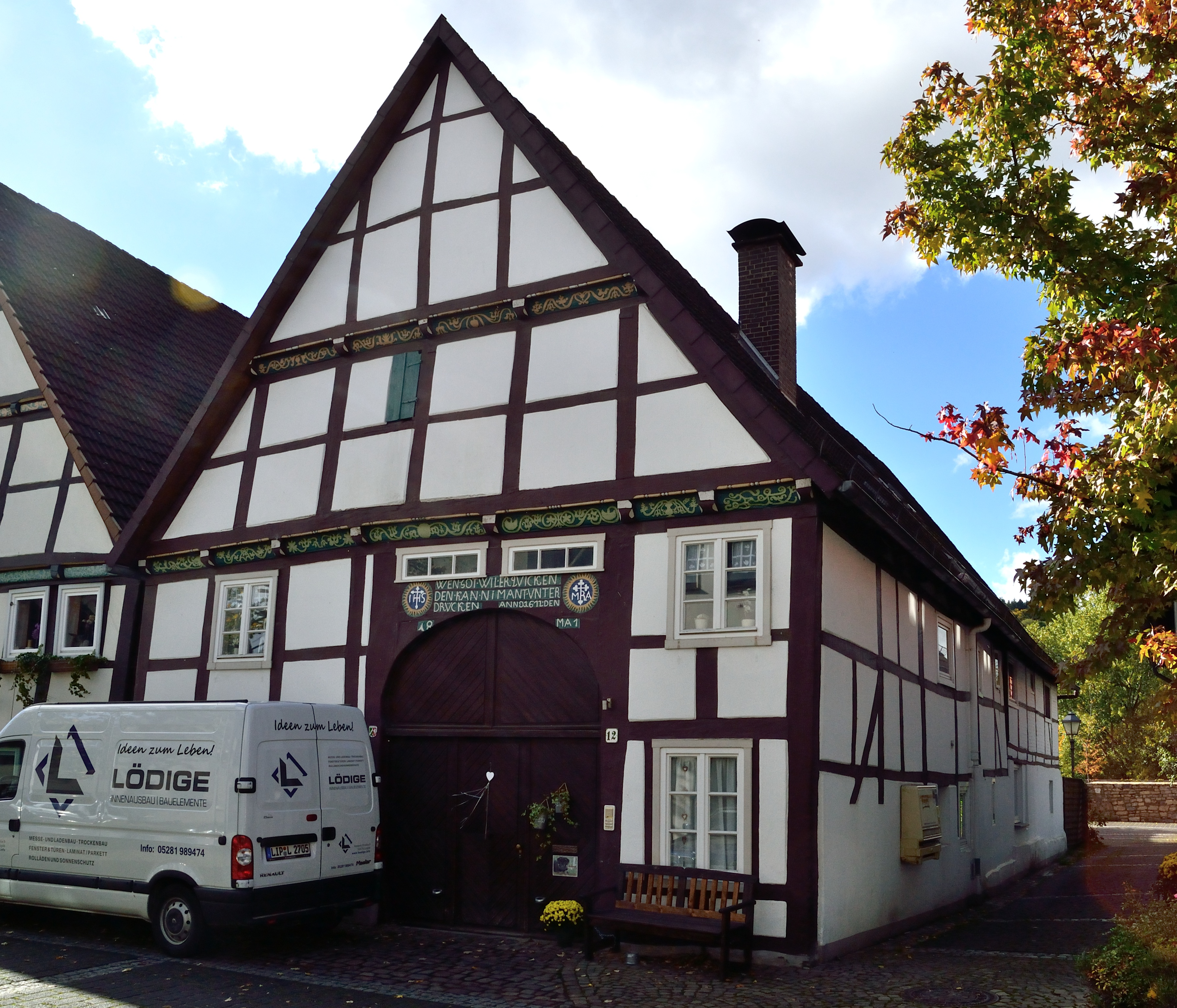
Das Gebäude im Oktober 2012

Das Gebäude Hintere Straße 12 ist ein mit der Nummer 26 in die Denkmalliste der Stadt Lügde im nordrhein-westfälischen Kreis Lippe in Deutschland eingetragenes Baudenkmal. Die Eintragung erfolgte am 5. Dezember 1982; Grundlage für die Aufnahme in die Denkmalliste ist das Denkmalschutzgesetz Nordrhein-Westfalens (DSchG NRW).

## Lage
Das ehemalige Fachwerk-Bauernhaus steht in der Lügder Innenstadt, etwa 150 Meter nordwestlich der St. Marien-Kirche, an der Ecke Hintere Straße/Mühlenstraße.

## Geschichte und Beschreibung
Das am 18. Mai 1612 erbaute Gebäude ist das älteste Haus in Lügde.
Die heute unvollständige Torbogeninschrift – vermutlich bei Umbauarbeiten im 19. Jahrhundert wurde die Zeile mit den Namen der Erbauer, Johann Tiermann und Margaretha Winterbergk ausgesägt – lautet:
00WEN GOT WIL ERQUICKEN
000DEN KAN NIMANT VNTER
0DRÜCKEN.000ANNO 1612. DEN
1800000000000000000000000MAI
Wie bei vielen anderen Häusern in der Stadt, finden sich aufgrund der Zugehörigkeit Lügdes bis 1802 zum Hochstift Paderborn, über den Torbögen, in drei Sonnen, die Kürzel der Heiligen Familie, als Hinweis auf diese kirchliche Herrschaft: MRA = Maria, die Mutter Jesus, „JOSP“ oder „JOS“ = Josef, Marias Mann sowie IHS = Jesus Christus, in „hoc Salus“ = in ihm ist Frieden oder „Ictus“ = Fisch, der erste Name der Christen.
Da das Haus bei keinem der großen Stadtbrände – allein beim Großbrand von 1797 wurden innerhalb weniger Stunden 243 der insgesamt 315 Häuser vernichtet – beschädigt wurde, verfügt es heute noch über originale, mit Blumenornamenten und Fabeltieren geschmückte Giebelfüllhölzer.

### Besitzer des Hauses
- 1612: Johann Tiermann und seine Frau Margaretha, geborene Winterbergk
- 1689: Stats Bolemann
- 1730: eine Hälfte besaß Johann Dietrich Röper, die andere Hälfte Maurer Jobst Hermann Röper
- 1787: Heinemann Abraham, Judenvorsänger
- 1793: Ackermann Conradt Festing und seine Frau Elisabeth, geborene Horstmann
- bis 1832: ? Festing
- 1832: sein Sohn Franz Festing
- 1860: Friedrich Waldhoff, Sohn von Franz Festings Frau
- 1870: Gastwirt Hermann Bültmann
- ab ? bis mind. 2012: Familie Kleine, zuerst Fuhrunternehmer und Landwirt Joseph Kleine